# عين ابلال (عين بلال)
عين ابلال هي إحدى مشيخات المملكة المغربية، تتبع جغرافيا لإقليم سطات وإداريًا لعين بلال. يقدر عدد سكانها بـ 5166 نسمة حسب الإحصاء الرسمي للسكان والسكنى لسنة 2004.